# Xã đặc quyền Adrian, Michigan
Xã Adrian (tiếng Anh: Adrian Township) là một xã thuộc quận Lenawee, tiểu bang Michigan, Hoa Kỳ. Năm 2010, dân số của xã này là 6.035 người.